# Cessens
Cessens is een Franse plaats en voormalige gemeente in het departement Savoie in de regio Auvergne-Rhône-Alpes en telt 331 inwoners (1999). De plaats maakt deel uit van de commune nouvelle Entrelacs en van het arrondissement Chambéry.

## Geschiedenis
Cessens maakte deel uit van het kanton Albens tot dit op 22 maart 2015 werd opgeheven en de gemeenten werden opgenomen in het op die dag gevormde kanton Aix-les-Bains-1. Op 1 januari 2016 fuseerde de gemeente met Albens, Épersy, Mognard, Saint-Germain-la-Chambotte en Saint-Girod tot de commune nouvelle Entrelacs.

## Geografie
De oppervlakte van Cessens bedraagt 13,3 km², de bevolkingsdichtheid is 24,9 inwoners per km². Het dorp Cessens ligt op 700 meter hoogte. Daarnaast zijn er nog een twintigtal gehuchten waarvan de voornaamste Chez Toine, Sous la tour, Provard, Domian, Morian, Topy, Piollat, Grange, Chênefit, Les Brus, La Grangerie en Le Chênet zijn.
De onderstaande kaart toont de ligging van Cessens met de belangrijkste infrastructuur en aangrenzende gemeenten.

## Demografie
Onderstaande figuur toont het verloop van het inwonertal.
Albens · Cessens · Épersy · Mognard · Saint-Germain-la-Chambotte · Saint-Girod